# Spathoglottis hardingiana
Spathoglottis hardingiana là một loài thực vật có hoa trong họ Lan. Loài này được E.C.Parish & Rchb.f. miêu tả khoa học đầu tiên năm 1878.